# Adagadi, Shimoga
Adagadi là một làng thuộc tehsil Shimoga, huyện Shimoga, bang Karnataka, Ấn Độ.